# Schefflera procumbens
Schefflera procumbens är en araliaväxtart som först beskrevs av William Botting Hemsley, och fick sitt nu gällande namn av Francis Friedmann. Schefflera procumbens ingår i släktet Schefflera och familjen araliaväxter. IUCN kategoriserar arten globalt som akut hotad.
Artens utbredningsområde är Seychellerna. Inga underarter finns listade.